# English breakfast
Ne doit pas être confondu avec Petit déjeuner anglais.

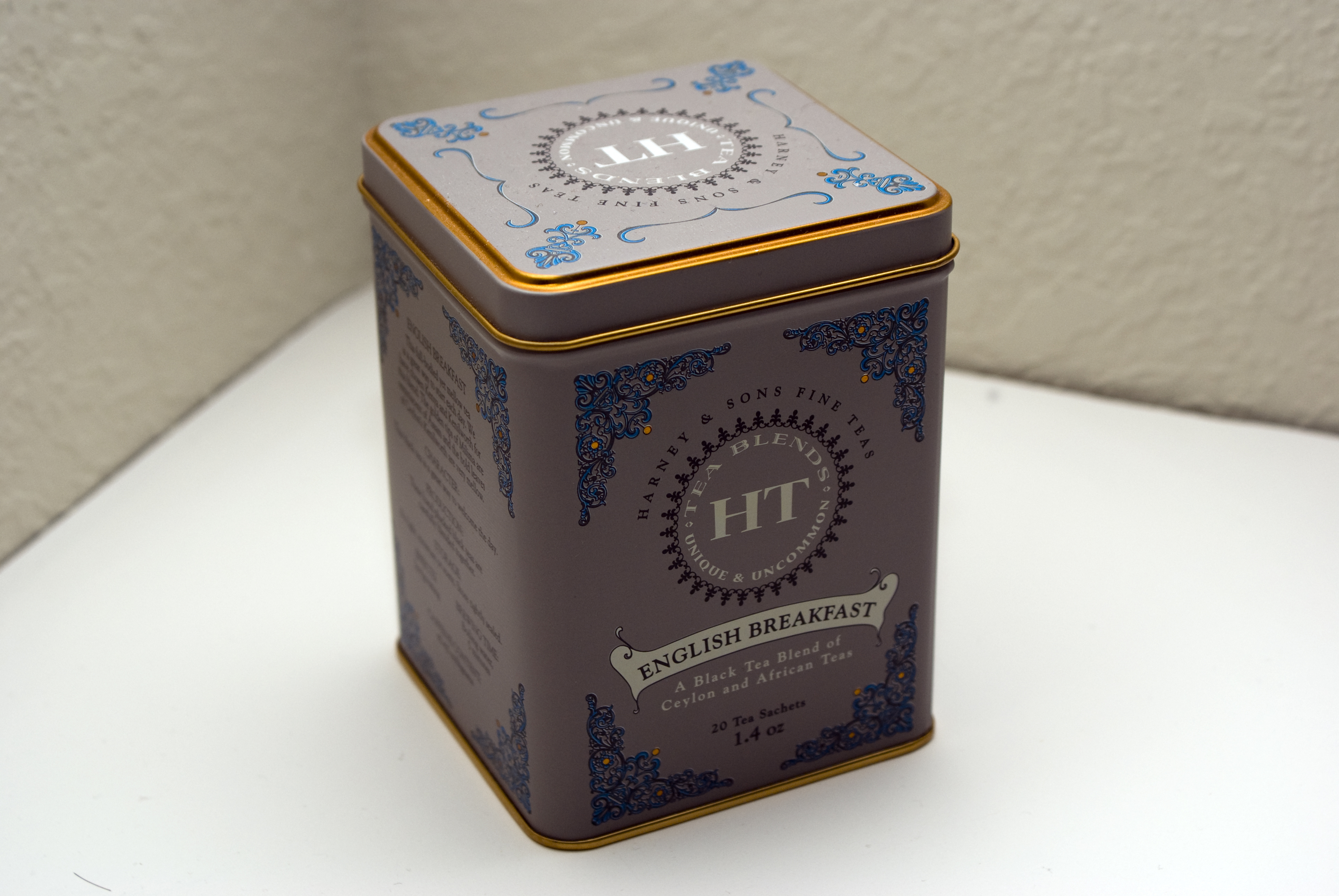
Une boîte d’English breakfast.

L’English breakfast est un blend d’Assam, de Ceylan et de Kenya. Il fut popularisé par la reine Victoria pour devenir l’un des blends les plus consommés. Son nom viendrait des États-Unis où il aurait été introduit par un immigrant anglais vers les années 1840.
Robuste et corsé, on lui ajoute fréquemment du sucre et du lait. Il accompagne traditionnellement le petit déjeuner anglais.